# Пітер Кук ван Альст
Пітер Кук ван Альст (нід. Pieter Coecke van Aelst, 14 серпня 1502, Алст - 6 грудня 1550,Брюссель) —  південнонідерландський художник . Як художник робив картони до майбутніх аррасів-килимів та вітражів, іноді виступав як скульптор чи архітектор, як комерсант.

## Життєпис
Навчався в майстерні Бернарда ван Орлея у 1517–1521 роках. Для удосконалення майстерності відвідав Італію, де всмоктав впливи італійського маньєризму. Це відбилося в створенні алегоричних композицій та в ескізах до майбутніх вітражів (серед збережених — «Тріумф Хроноса», «Тріумф Слави», «Тріумф Християнської віри», Державний музей (Амстердам)). Участь в створенні аррасів-килимів хвилювала настільки, що майстер, заклопотаний їх продажем та отриманням прибутку, відбув у турецький тоді Константинополь в надії знайти партнерів по бізнесу. Але сюжетні килими не мали попиту в середовищі мусульман з їх забороною на реалістичні зображення та незнайомством з митцем-гяуром.
Перекладав книги, була надрукована книга Себастьяно Серліо з архітектури (1639 рік.) Серед збережених творів митця — найпоширеніші триптихи на сюжет «Поклоніння волхвів», що зберігають музеї Генуї, Берліна, Амстердама.
Зафіксована праця митця у 1544 році в місті Брюссель як гравера, художника і автора картонів до килимів. Серед найбільш значущих — була серія аррасів на теми картин Ієронімуса Босха. Серія створена в невідомих майстернях Брюсселя у 1530-1540-ві роки, бо арраси серії продали у Францію і п'ять з них позначені в опису майна короля Франціска І від 1542 р. Серія користувалась популярністю і після смерти художника. Вона була повторена до 1566 року для кардинала Гранвелли. Два роки потому серію виткали наново для герцога Альби.
Був одружений, мав дочку, з якою узяв шлюб художник Пітер Брейгель старший.
Як майстер мав право брати учнів, серед яких були:
- Пітер Брейгель старший
- Віллем Кей
- Ніколас Нефшатель
- три його сини — Пітер Кук молодший, Міхель та Паувел.

В кінці життя зробив вдалу кар'єру, отримав посаду надвірного художника імператора Карла V (1500—1558).
Значна кількість творів художника була знищена в роки іконоборства у Нідерландах XVI століття. Тому повної уяви про кількість творів митця та його художню еволюцію відтворити неможливо.

## Галерея

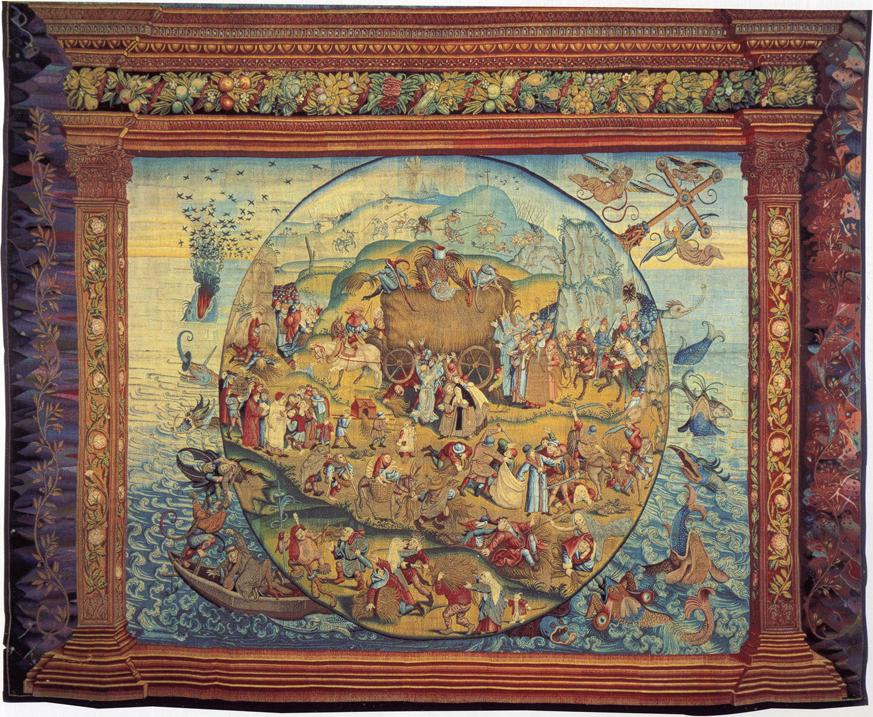
Аррас за картиною Босха «Життя-віз сіна»

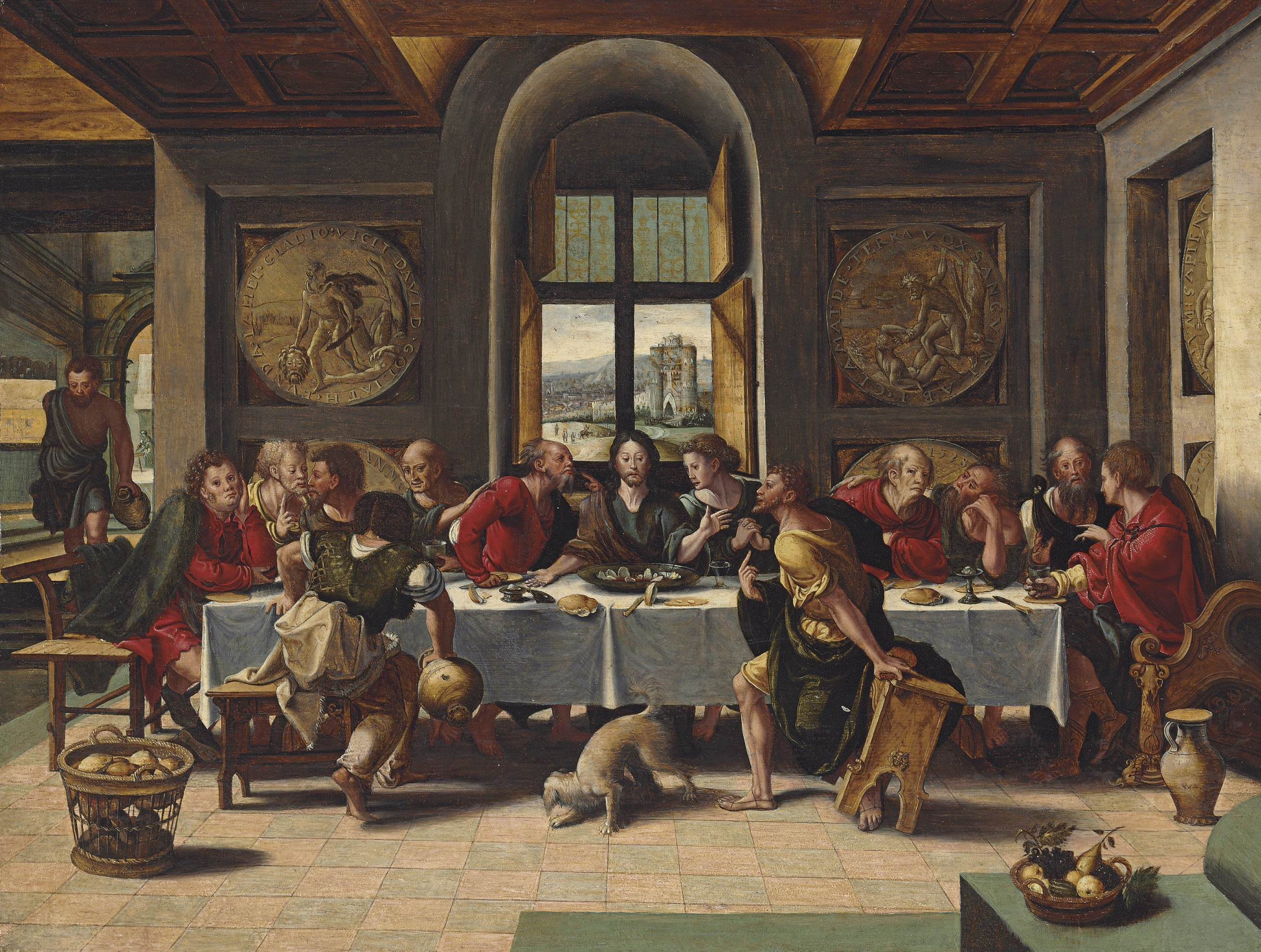
« Таємна вечеря»
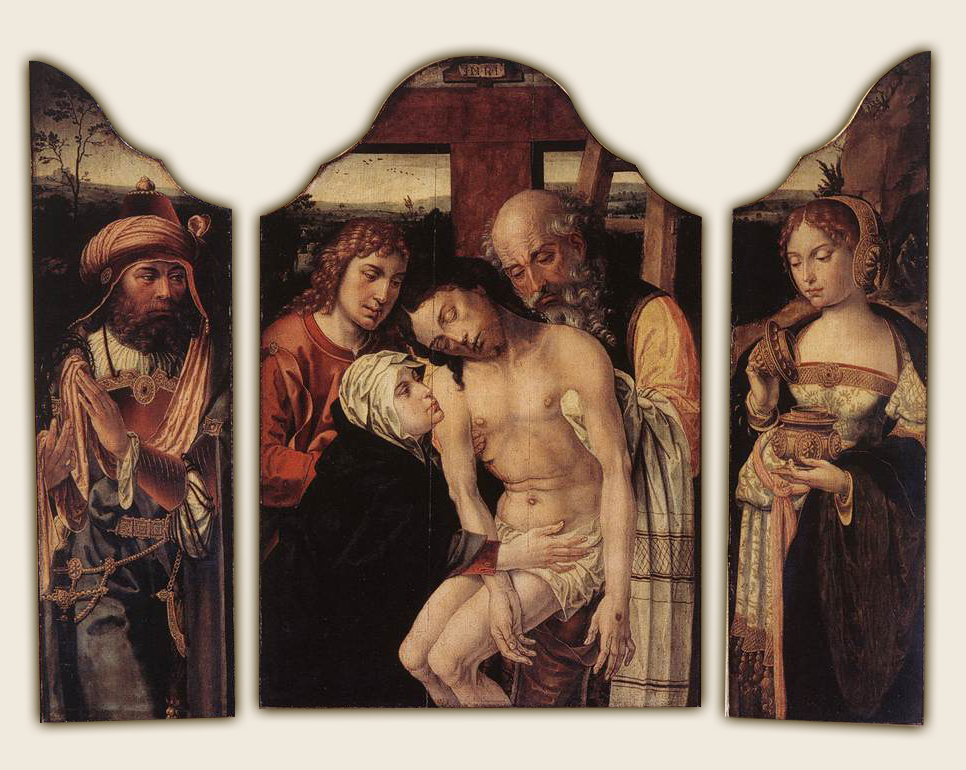
триптих « Христа знімають з креста», 1535, Амстердам
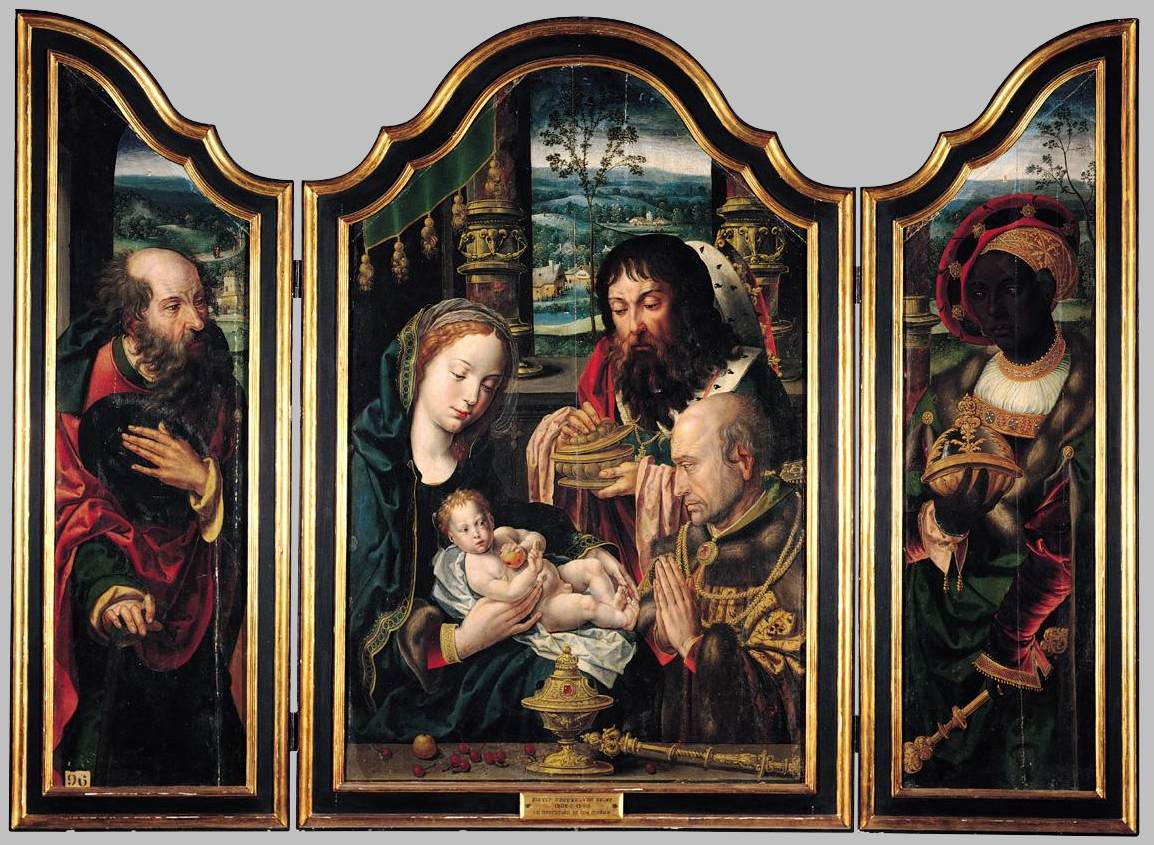
триптих « Поклоніння волхвів», приватн. збірка
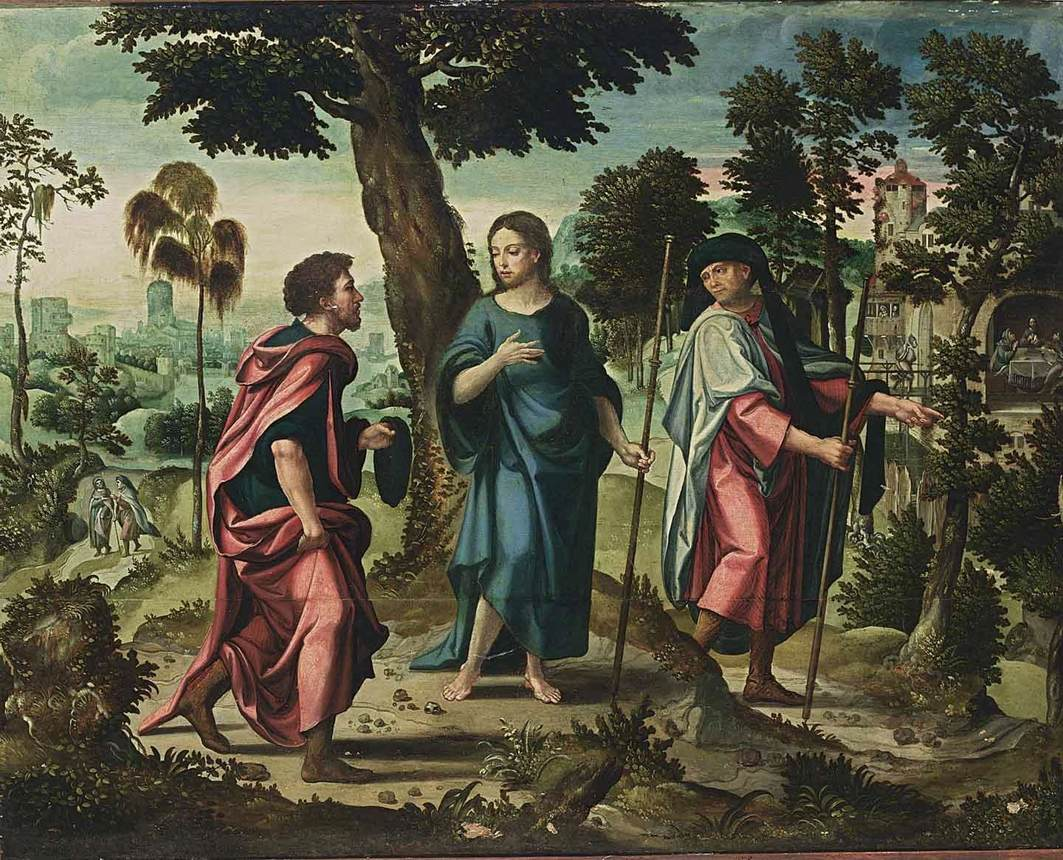
« Христос з учнями на шляху до Еммаусу», приватн. збірка
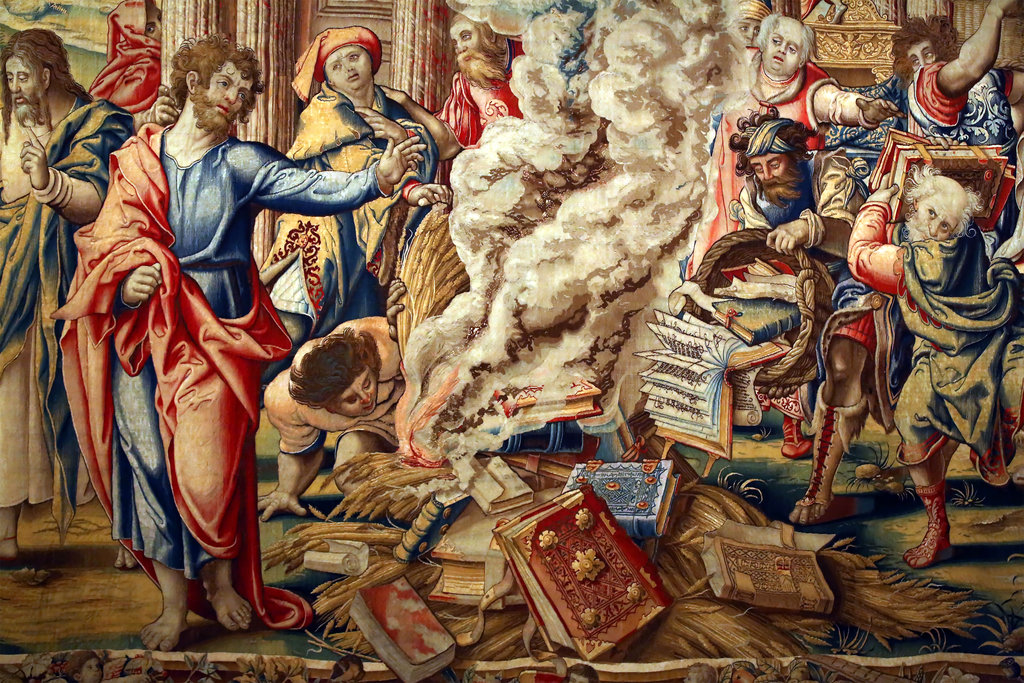
Картон - худ. Пітер Кук ван Альст. Аррас «Історія апостола Павла. Спалення книг в Ефесі» (центр гобелена), Музей витончених мистецтв (Бостон)

## Вибрані твори
- «Таємна вечеря»

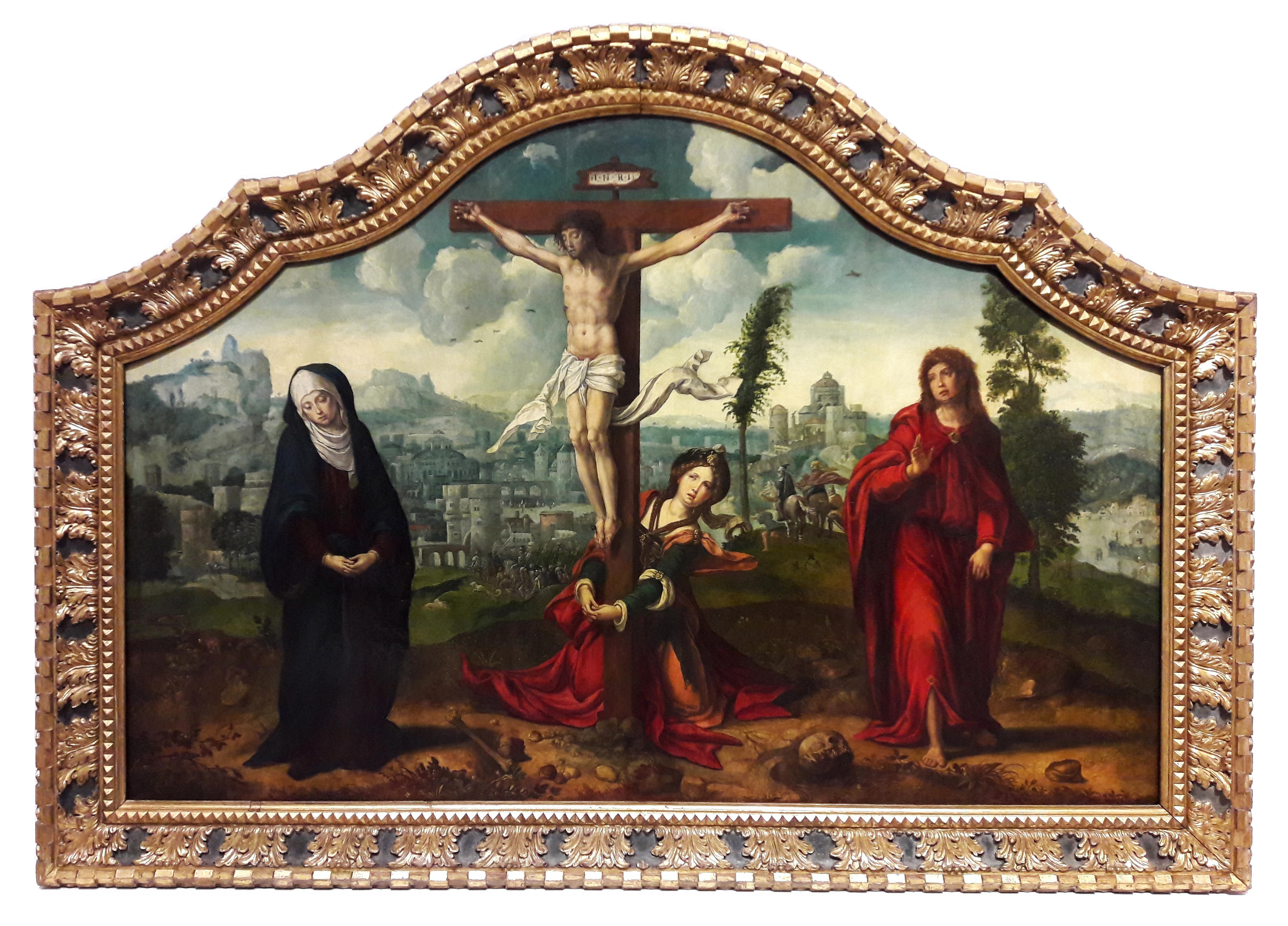
Розп'яття. Національний музей (Варшава)

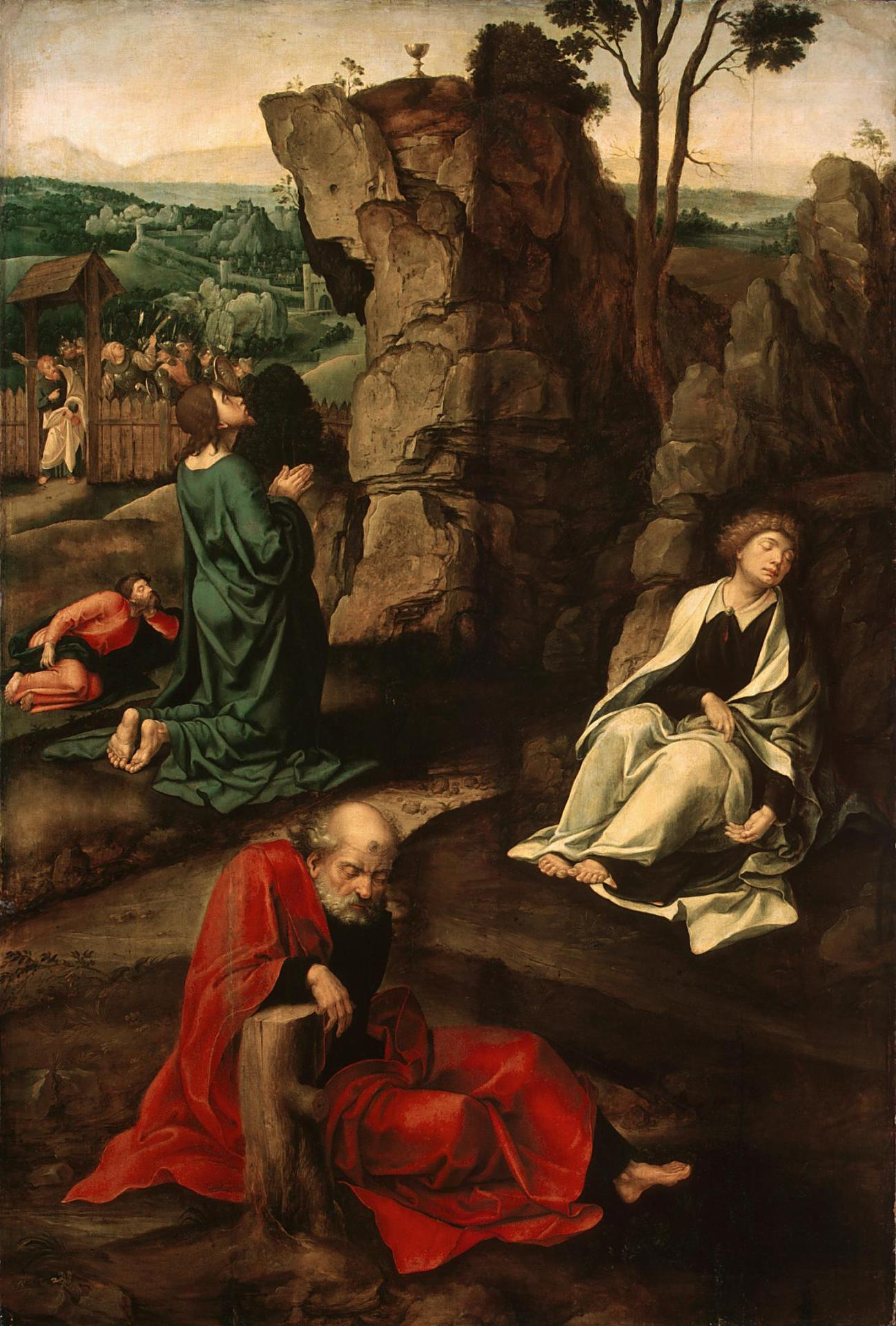
«Моління про чашу», бл. 1530, Ермітаж, Санкт-Петербург

- «Розп'яття», бл. 1530, Національний музей (Варшава)
- «Моління про чашу», бл. 1530, Ермітаж, Санкт-Петербург
- триптих «Поклоніння волхвів», 1530, приватна збірка
- «Святий Єронім в келії», бл. 1530, Музей мистецтв Волтерс, США
- триптих «Христа знімають з хреста», 1535, Амстердам
- «Поклоніння пастухів», 1540, Національний музей (Варшава)
- «Поклоніння волхвів», 1540, Берлін
- «Шлях на Голгофу», 1540, Берлін
- триптих «Поклоніння волхвів», Палаццо Бьянко, Генуя, Італія
- триптих «Поклоніння волхвів» Валь-д'Уаз, Франція
- «Христос з учнями на шляху до Еммаусу», приватна збірка
- триптих «Поклоніння волхвів», приватн. збірка
- триптих «Преображення. Христа знімають з хреста. Знесення.»
- «Мадонна з немовлям», різні варіанти
- «Св. Трійця», Прадо, Мадрид
- «Поклоніння Волхвів», 1550, Державний музей (Амстердам)
- «Св. родина», Музей образотворчих мистецтв імені Пушкіна, Москва
- дві бічні панелі втраченого триптиху « Йосип Ариматейський» та «Марія Магдалина», Музей образотворчих мистецтв імені Пушкіна, Москва

## Джерела

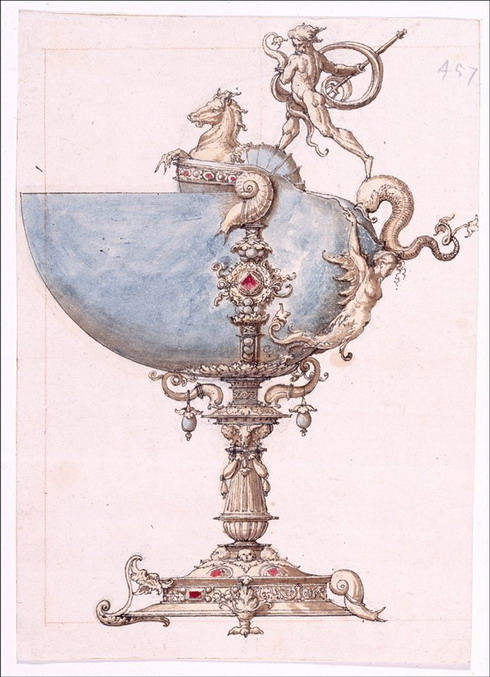
Пітер Кук ван Альст. Проект коштовного келиха з мушлею наутилуса, середина 16 ст.